# João Afonso de Albuquerque
João Afonso de Albuquerque (em castelhano: Juan Alfonso de Alburquerque; Lisboa, c. 1304 — Medina del Campo 28 de setembro de 1354) apelidado o do Ataúde,[a]  6º senhor de Albuquerque, era um membro da mais alta nobreza, descendente das casas reais de ambos os reinos de Portugal e Castela, embora através de linhas ilegítimas. Seu pai, Afonso Sanches, filho primogénito e predileto do rei Dinis I, que o teve de Aldonça Rodrigues Telha, casou com Teresa Martins de Meneses, filha de João Afonso Teles de Meneses, 1.º conde de Barcelos, e de Teresa Sanches, filha ilegítima do rei  Sancho IV. Foi alferes do rei Afonso XI, mordomo-mor do infante Pedro, depois Pedro I, e seu chanceler-mor.[b]

## Biografia
Por volta de 1330 já estava em Castela, onde era alferes-mor de seu primo, Alfonso XI, e depois foi mordomo-mor e aio do infante Pedro. Também foi chanceler-mor do rei Alfonso e durante parte do reinado de seu filho, o rei Pedro I. "O homem-chave na preparação da criança» — ou seja, do infante Pedro, que tinha apenas 15 anos de idade quando seu pai morreu —  tornou-se o favorito do jovem rei e um dos mais influentes políticos do reino. Convocou as Cortes de Valladolid em 1351 e foi um dos artífices — como forma de fortalecer os laços políticos, criando uma aliança entre Castela e França — e o padrinho do casamento do rei Pedro e de Branca de Bourbon em 3 de junho de 1353.
As relações entre o rei e o seu favorito foram-se deteriorando devido tanto ao apoio de Albuquerque a uma aliança com a França num momento em que o rei começou a considerar uma aproximação à Inglaterra, como ao seu excesso de peso nos assuntos da cúria régia. Albuquerque retirou-se para sua terra em Extremadura "por medo de ser vítima de ira real" e, em seguida, voltou para Portugal. Os homens próximos a Albuquerque foram demitidos pelo rei Pedro, para colocar em seu lugar os parentes de sua amante Maria de Padilla.

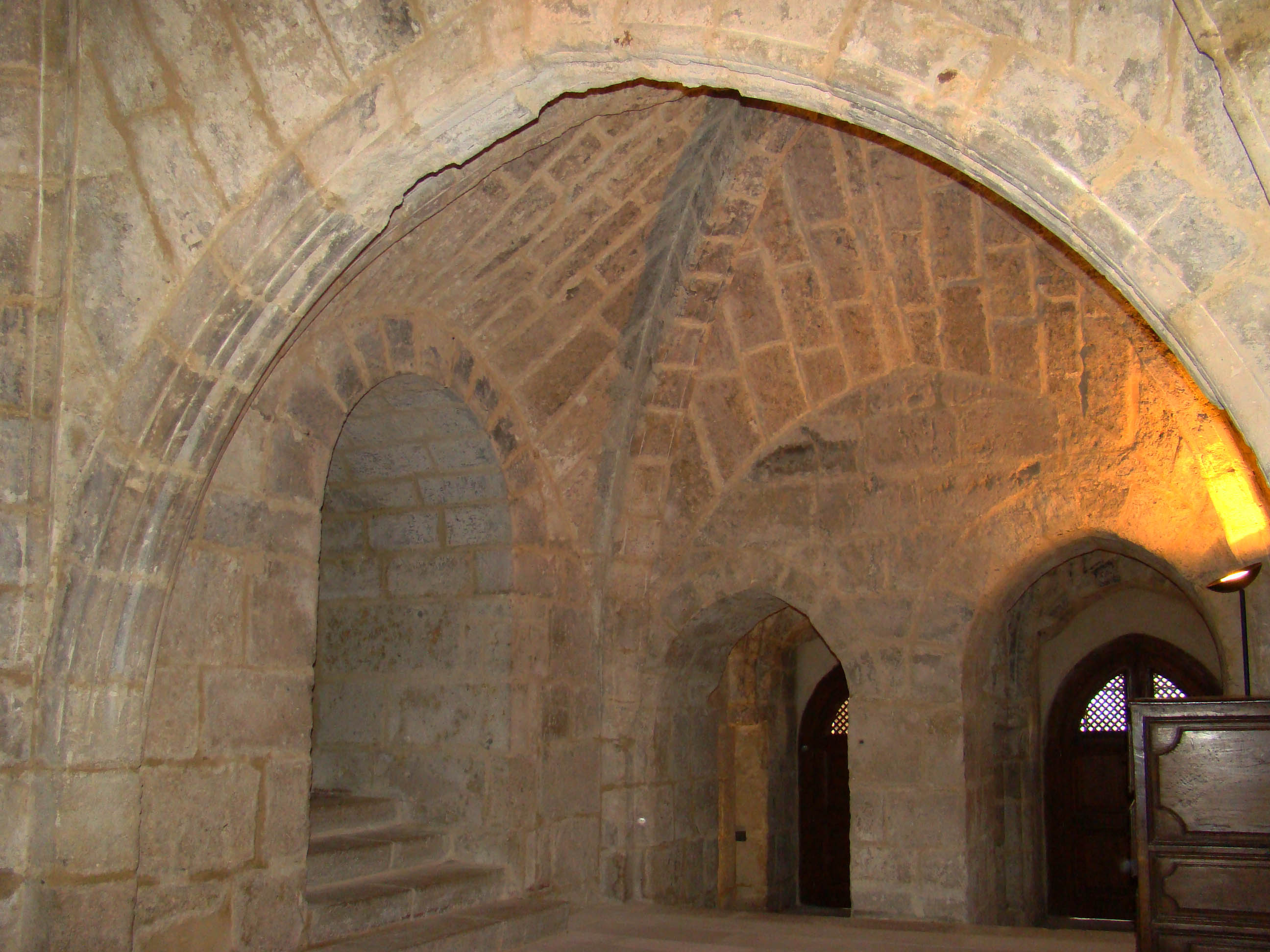
Mosteiro de Santa Maria de la Santa Espina em Castromonte onde foi enterrado Juan Afonso de Albuquerque

Naquela época, Alburquerque chegou a um acordo com o infante, Henrique, o futuro rei Henrique II de Castela, que com outros nobres formou uma coalizão contra o seu meio-irmão, o rei Pedro. Em suas crónicas, Pedro López de Ayala relata que Albuquerque  "se vio com o Conde Dom Henrique é com o Mestre Dom Fadrique, e se avinieron" e os três foram para as terras de Albuquerque.  Os seguidores de Albuquerque e os irmãos bastardos, filhos de Alfonso XI, "estragaron toda a terra de Badajoz" e ocuparam Ciudad Rodrigo. Poucos dias depois do sucesso, quando os rebeldes se apoderadam de Medina del Campo, João Afonso de Albuquerque morreu naquela cidade em 1354, provavelmente envenenado por ordem de Pedro I, segundo comenta López de Ayala que disse que o rei ordenou a seu médico  "que diera hierbas a don Juan Alfonso (...) e el físico fízolo asídio las hierbas a don Juan Alfonso en un jarope de que morió."
Após sua morte, não foi enterrado imediatamente e os rivais do rei "tornou-se uma bandeira da sua causa." Seu ataúde, daí o seu apelido, acompanheu ao exército e não foi enterrado até a vitória contra o rei castelhano. Finalmente, foi depositado no Mosteiro de Santa Maria de la Santa Espina, onde também foram enterrados posteriormente a sua esposa e seu filho Martim.

## Matrimónio e descendência
Casou entre 1323 e 1324 com sua prima Isabel Teles de Meneses, 10ª senhora de Meneses, filha de Telo Afonso de Meneses e de Maria de Portugal, filha de Afonso de Portugal e de Violante Manuel. Deste casamento nasceu: 
- Martim Gil de Albuquerque (1325-1365), 7º senhor de Albuquerque e XI de Meneses, e adiantado-mor de Murcia.[2] Foi executado em 1365 por ordem de Pedro I de Castela e enterrado com seus pais. Morreu sem sucessão, apoderando-se a coroa de Castela dos senhorios de Albuquerque e de Meneses.[14][12][15]

Fora do matrimónio teve três filhos com Maria Rodrigues Barba, filha de Rui Martins Barba e Iria Martins Alardo:
- Fernando Afonso de Albuquerque, que foi mestre da Ordem de Santiago graças à intervenção de seu parente, a rainha Leonor Teles,[14][18] e senhor de Vila Nova de Anços. Faleceu antes de 1387 deixando descendência ilegítima.[15]
- Beatriz Afonso de Albuquerque, mulher de João Afonso Telo,[14] 6.º conde de Barcelos e almirante de Portugal, morto na Batalha de Aljubarrota, filho de Martim Afonso Telo de Meneses e de Aldonça Anes de Vasconcelos.[19][20]
- Maria Afonso de Albuquerque, foi legitimada em 1372 já estando casada com Gonçalo Teles de Meneses, 1.º conde de Neiva[14] e senhor de Faria, etc, irmão do marido de sua irmã Beatriz.

Con María Gil teve um filho:
- Pedro Gil de Albuquerque.[c]